# 53 Eridani
Désignations
53 Eridani (53 Eri) est une étoile binaire de la constellation de l'Éridan. Elle porte le nom traditionnel Sceptrum (latin pour « sceptre »), officialisé le 30 juin 2017 par l'Union Astronomique Internationale. 53 Eridani était l'une des plus brillantes étoiles, nommée p Sceptri (Brandenburgici), de la constellation obsolète du Sceptre de Brandenburg.
L'étoile primaire, 53 Eridani A, est une géante orangée de type spectral K2IIIb et a une magnitude apparente de +3,87. Elle est à environ 109 années-lumière de la Terre.